# Монумент Незалежності Узбекистану
Монумент незалежності Узбекистану знаходиться на Майдані незалежності в Ташкенті. Він є прикрашеною орнаментальним візерунком металеву сферу, на якій фігурує карта Узбекистану.
Встановлено у 1992 на постаменті пам'ятника В. І. Леніну (1974, архітектор Сабір Адилов, скульптор Микола Томський).
У грудні 2005 в ході архітектурної реконструкції площі Мустакіллік пам'ятник доповнено скульптурою «Щасливої матері» роботи Ільхома Джаббарова. Згідно з постановою президента Узбекистану Ісламу Карімова від 3 лютого 2006, новозбудований комплекс слід іменувати «Монументом незалежності та гуманізму»: відтепер він включає пам'ятник Незалежності та «образ щасливої матері».
Символіка пам'ятника, яку прозвали «глобус Узбекистану», вплинула на монументальне мистецтво Узбекистану 1990-х — 2000-х. Він був відтворений на плакатах, фресках та в скульптурних спорудах у різних узбецьких містах, наймасштабнішим з яких став монумент «Давня та вічна Бухара». Пам'ятнику були присвячені журналістські статті та мистецтвознавчі дослідження.

## Галерея

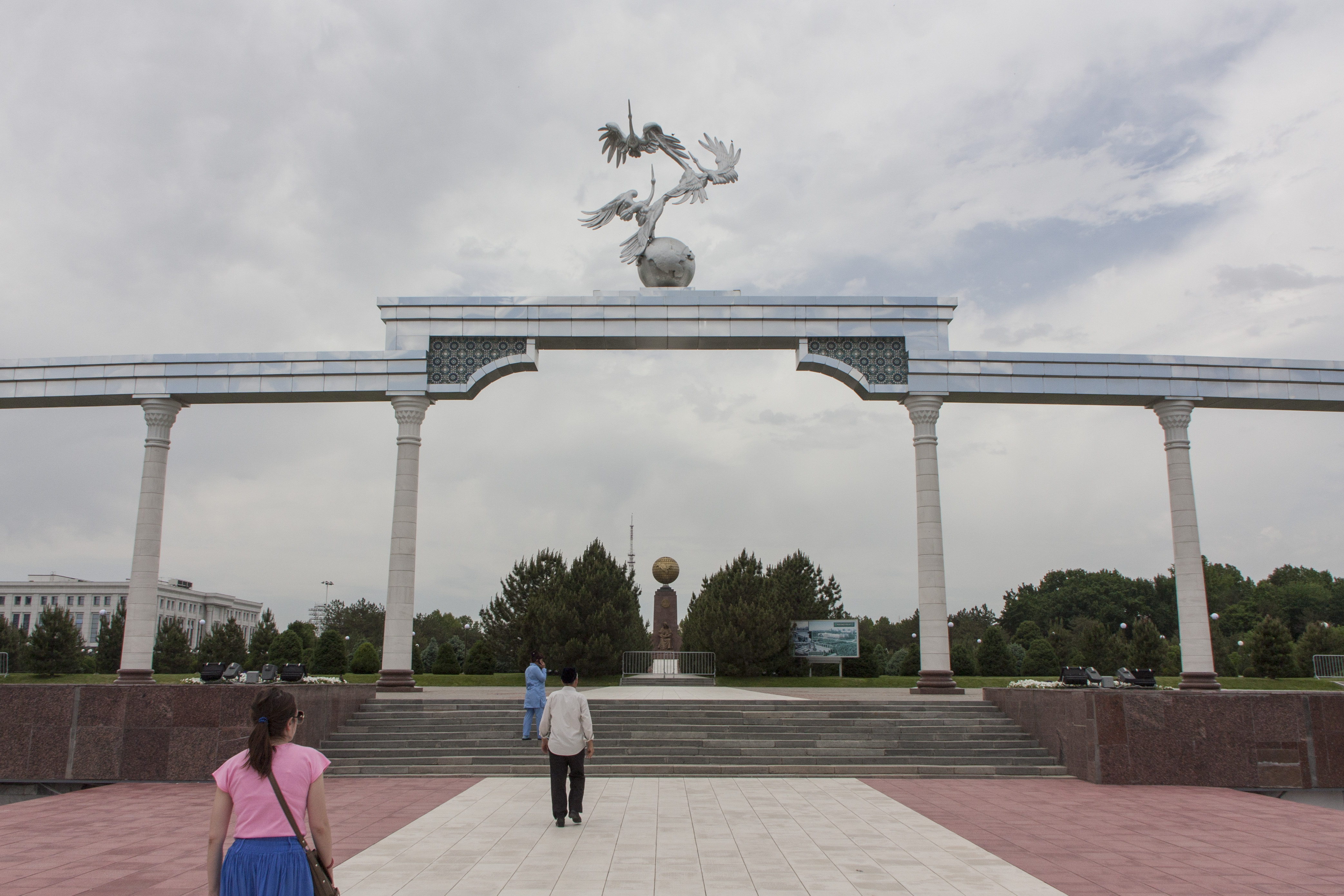
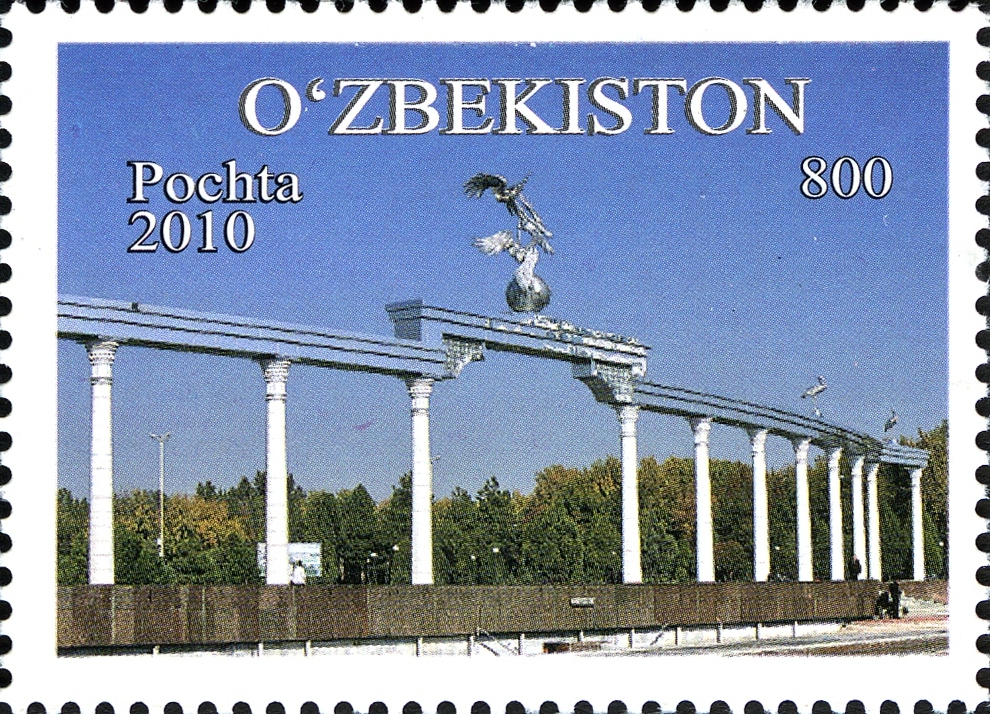
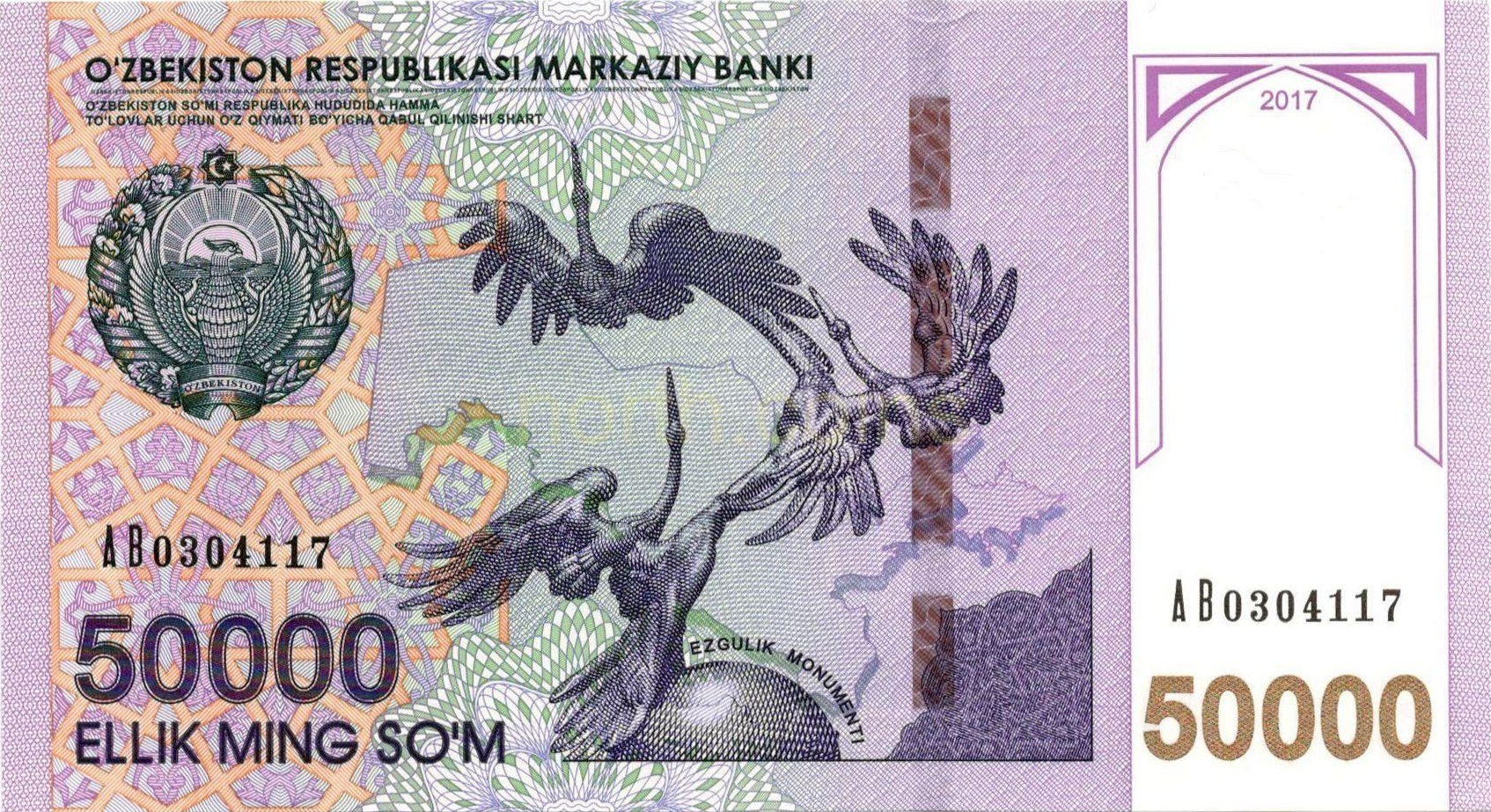
На банкноті у 50 000 сом